# دورينل بوبا
دورينل بوبا (بالرومانية: Dorinel Popa)‏ هو لاعب كرة قدم روماني في مركز الوسط، ولد في 29 نوفمبر 1988 في فوكشاني في رومانيا. لعب مع جامعة كلوج وستيوا بوخارست ونادي براشوف.